# 喋血雙雄 (2024年電影)
《喋血雙雄》（英語：The Killer）是一部2024年美國動作驚悚片，由吴宇森執導，布萊恩·海格蘭、喬許·坎貝爾（Josh Campbell）和麥特·斯圖克恩（Matt Stuecken）編劇，娜塔莉·伊曼紐爾、歐馬·希、山姆·沃辛頓、黛安娜·席佛斯、艾瑞克·坎通納和萨伊德·塔格马奥主演。本片翻拍自吴宇森的1989年同名香港電影；講述一名殺手試圖補償一位美麗的年輕歌手，讓對方得以重見光明。
自1990年代以來，好萊塢投入開發《喋血雙雄》的美國翻拍版，但在經歷多名電影人及製片公司後陷入難產。直到2022年，電影得以展開正式製作，原版電影的吴宇森親自接下美版的執導筒。本片2024年8月23日在串流媒體孔雀上線。

## 演員
- 娜塔莉·伊曼紐爾飾演澤依（Zee）：殺手。
- 歐馬·希飾演賽伊（Sey）：警探。
- 山姆·沃辛頓飾演芬恩（Finn）
- 黛安娜·席佛斯飾演珍恩（Jenn）
- 艾瑞克·坎通納飾演朱爾斯·戈貝爾（Jules Gobert）
- 萨伊德·塔格马奥飾演馬傑布·本·法希姆王子（Prince Majeb Bin Faheem）
- 傑奇·卡尤飾演泰西爾（Tessier）
- 古格里·蒙泰爾（英语：Grégory Montel）飾演賈克斯（Jax）
- 雨果·迭戈·加西亚（英语：Hugo Diego Garcia）飾演可可（Coco）
- 奧蕾莉亞·阿傑爾（Aurélia Agel）飾演茱麗葉（Juliet）
- 吳飛霞飾演麥琪（Chi Mai）

## 製作
1992年，美國製片人華特·希爾和大衛·傑拉為三星影業撰寫了劇本，即吴宇森的香港電影《喋血雙雄》（1989年）之美國翻拍版。翻拍版的新聞稿稱，劇本是為演員李察·吉爾和丹佐·華盛頓量身打造。1992年6月，據悉，希爾與傑拉正根據希爾執導的《喋血雙雄》創作一部題為《香港》（Hong Kong）的劇本。製片人對劇本中兩位主角之間的關係感到困惑，認為美國觀眾會將其解讀為同性戀關係。與吳宇森合作過幾部作品的製片人張家振建議美國製片人，讓楊紫瓊扮演警察角色，以解決電影中同性戀解讀的問題。一年後，製片人查爾斯·羅文與羅伯特·卡瓦洛（Robert Cavallo）聘請編劇吉姆·凱許和小傑克·艾普斯為三星的美版《喋血雙雄》編寫劇本，並於1993年8月23日撰寫了劇本的第三稿，其中包括一則住在香港的白人殺手故事。此劇本將焦點從原版的殺手和警探轉移至失明的夜總會歌手與殺手。
2007年10月，《好萊塢報導》宣布美版《喋血雙雄》由韓裔導演李宰汉執導，將在洛杉磯的韓國城、华埠和中南部進行。李宰汉將《喋血雙雄》列為個人愛片之一，很高興能製作自己的版本。吴宇森將擔任監製，鄭雨盛主演，並以3D格式拍攝。七星電影製片室（Seven Stars Film Studios）計劃資助該片的製作，並由喬許·坎貝爾（Josh Campbell）編寫劇本。莎拉·李（Sarah Li）最初被選為盲人歌手的扮演者。吳宇森在2015年10月談到了翻拍事宜，稱李宰汉的電影版本已開發了一段時間，但他最終接手了其他項目。吳宇森同在2015年表示，將在拍完《追捕》（2017年）後返回好萊塢，拍攝美版《喋血雙雄》。環球影業宣布將採用伊蘭·克里維根據喬許·坎貝爾和麥特·斯圖克恩（Matt Stuecken）的初稿編寫劇本，布萊恩·海格蘭也參與了劇本的部分寫作。露琵塔·尼詠歐被選為主角。吳宇森稱電影將於2019年1月展開。關於改變主角性別和種族的決定，尼詠歐表示自己「也未預料到」，她在沒有看過原版電影的情況下就收到劇本，且經閱讀後喜歡上了劇本。但吳宇森2019年11月告訴Deadline Hollywood網站，尼詠歐因劇本重寫導致檔期衝突而退出。2022年5月，據報導，吳宇森將親自擔任導演，環球出品，串流媒體孔雀獨家發行。2022年8月，環球影業宣布歐馬·希將主演這部電影，飾演警察角色。2023年3月，娜塔莉·伊曼紐爾被選為主角。電影受到2023年美國演員工會大罷工影響，在巴黎的拍攝中斷了數個月，之後復工。

## 發行
電影2024年8月23日在孔雀上線。

## 外部連結
- 互联网电影数据库（IMDb）上《喋血雙雄》的资料（英文）